# 에멜리 프로페트

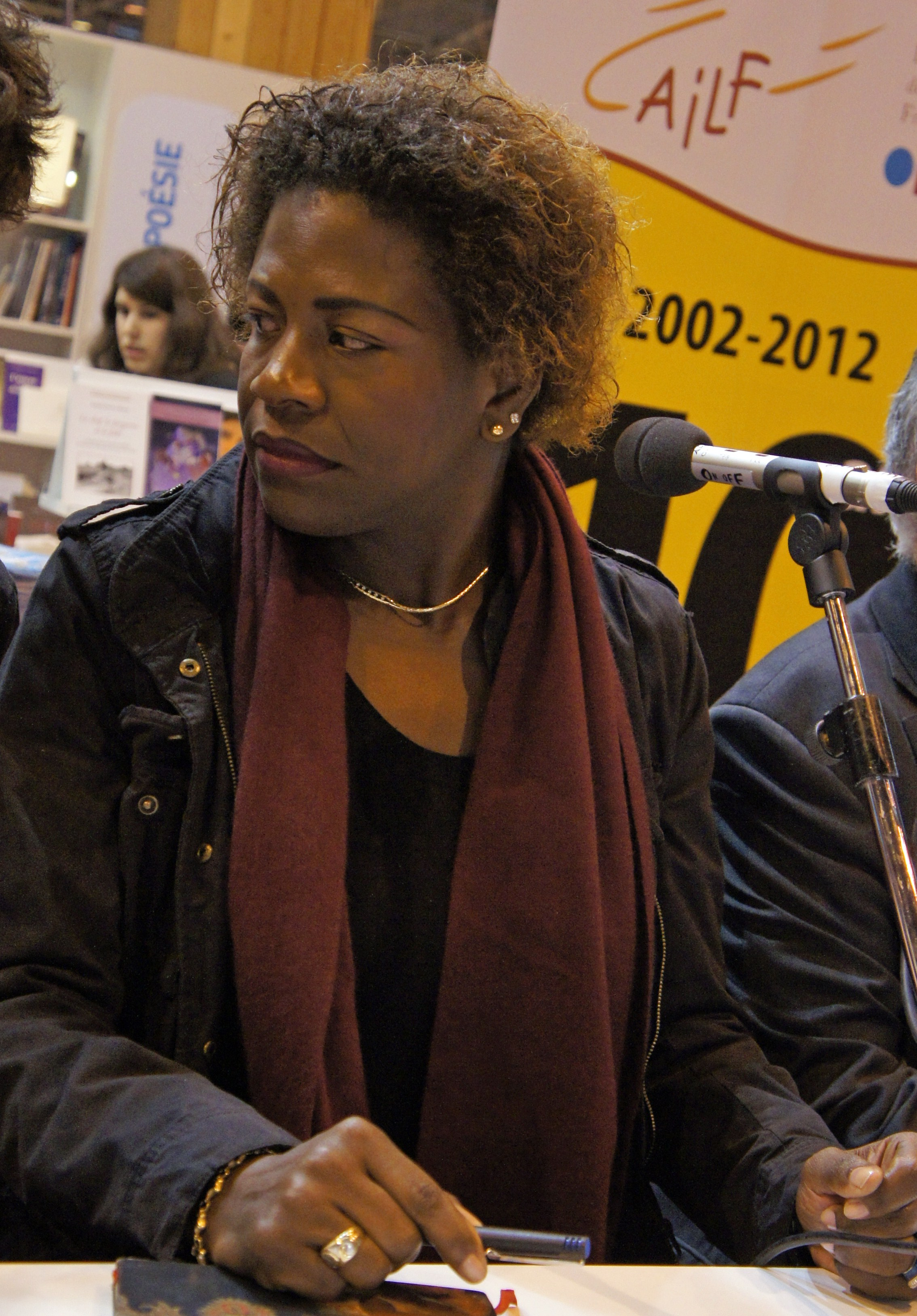
에멜리 프로페트

에멜리 프로페트(프랑스어: Emmelie Prophète, 1971년 6월 5일 포르토프랭스 ~ )는 아이티의 시인, 작가이다.
포르토프랭스 대학교에서 법학, 현대 문학을 전공했으며 미국 잭슨 주립 대학교에서 통신을 전공했다. 아이티의 라디오 방송국인 라디오 아이티(Radio-Haïti)에서 재즈 프로그램의 진행을 맡았고 2014년에는 아이티 국립도서관장으로 임명되었다.